# Burg Landegge
Die Burg Landegge war eine hochmittelalterliche Turmhügelburg (Motte) und Landesburg des Bistums Münster. Ihre Reste befinden sich im Ortsteil Landegge der Gemeinde Haren (Ems) im niedersächsischen Landkreis Emsland. Die Burg lag an einem Handelsweg, der hier einen Engpass zwischen der Ems und dem Bourtanger Moor durchquerte.

## Beschreibung
Die Burg Landegge wurde 1178 gemeinsam durch das Bistum Münster und dem Kloster Corvey gegründet. 1224 wurde die Burg für eine Summe von 15 Mark ausgebaut. 1238 wurde in einem Vertrag zwischen dem Bischof von Münster, Ludolf von Holte, und dem Abt von Corvey, Hermann I. von Holte, die vermutlich zu mindestens Halbbrüder waren, festgelegt, dass der Abt drei Burgmannen beisteuern sollte, die den vierten Teil der Burg besitzen und den dritten Teil der Burg bewachen sollten. Ferner musste der Abt sich verpflichten, keinen zweiten Turm auf der Burg zu errichten. In der Folge schwand der Einfluss von Corvey, Besitzansprüche des Klosters sind aus den Quellen nicht mehr bekannt. Aus dem Jahr 1240 ist der erste Drost des Bistums Münster mit Sitz auf der Landegge überliefert. Mit der Erwerbung der Besitzungen der Jutta von Ravensberg im Jahr 1252 steigerte sich die Bedeutung der Burg als Verwaltungsmittelpunkt des Niederstifts Münster im Emsland beträchtlich. 1276 wird Jakob von Langen als Burgmann und Drost des Amtes Landegge erwähnt.
Dennoch wurde die Burg von Zeit zu Zeit verpfändet. Nachdem 1374 die Paulsburg in Meppen errichtet worden war und Sitz des Drosten wurde, verlor Landegge an Bedeutung. 1367 werden aber noch neun Burgmänner erwähnt. 1555 wurde Engelbert von Münster mit der Burg belehnt, dies ist die letzte Nachricht, die von einer Nutzung der Burg spricht. 1809 erhielt die Gemeinde Haren die Erlaubnis, den Turm abzubrechen, um dessen Steine zur Pflasterung einer Landstraße zu verwenden.
Von der Burg ist nur noch die Kapelle vorhanden, die auf dem 2–3 m hohen und ca. 38 × 25 m großen Mottenhügel steht. Der heutige Bau stammt aus dem Jahr 1960 und ist ein Neuaufbau einer Fachwerkkirche aus dem Jahr 1686. Eine erste Kapelle soll schon um 1200 errichtet worden sein. Der 1815 in Meppen geborene Dichter Levin Schücking erzählt, dass er als Kind noch einen mächtigen Turm neben der Kapelle gesehen habe. Der Turm taucht auch auf einem Siegel der Landegger Burgmannschaft auf. Er war aus Findlingen errichtet, besaß einen Durchmesser von ca. 8 m und war mit einem Wehrgang versehen. Neben dem Turm müssen noch weitere Gebäude bestanden haben, doch können über diese keine Angaben gemacht werden. Herumliegende Findlingssteine am Osthang des Hügels können von der ehemaligen Bebauung zeugen.